# Flames de Vaughan
Les Flames de Vaughan sont une équipe féminine professionnelle de hockey sur glace de la ville de Vaughan, en banlieue de Toronto en Ontario. L'équipe évolue dans la Ligue nationale de hockey féminin de 1999 à 2007 puis dans la Ligue canadienne de hockey féminin de 2007 à 2010. Elle joue ses matchs à domicile au Vaughan Sports Village au centre-ville de Vaughan.
L'équipe a également porté les noms de Clearnet Lightning (1999 à 2001), Telus Lightning (2001 à 2006),   Durham Lightning (2005-2006) et Etobicoke Dolphins (2006-2007).

## Historique
En 1995, les Flames de Vaughan sont fondées et rejoignent la ligue Ontario Women's Hockey Association (OWHA). Petit à petit, le club regroupe plusieurs équipes féminines de tout âges, y compris midget .
L'équipe sénior du club rejoint la Ligue nationale de hockey féminin (LNHF) en 1999 pour la saison inaugurale . Au cours de son histoire, l'équipe d'élite des Flames de Vaughan adopte des noms différents souvent motivés par ses sponsors : Clearnet Lightning (de 1999 à 2001), Telus Lightning (de 2001 à 2005), Durham Lightning (2005-2006) et Dolphins d'Etobicoke (2006-2007) lors de la dernière saison de la LNHF .
Lors de la saison 2005-2006, le Durham Lightning remporte le championnat de la division centrale dans la LNHF avec 53 points (23 victoires, 6 défaites et 5 matchs nuls), 10 points de plus au classement que le Thunder de Brampton.
En 2007, l'équipe d'élite du club change son nom pour l'appellation du club Flames de Vaughan et rejoint la nouvelle Ligue canadienne de hockey féminin (LCHF). En 2010, la LCHF annonce qu'elle réduit le nombre de ses équipes à cinq dans un effort de rationalisation financière. L'équipe des Flames de Vaughan se retire de la LCHF, mais les équipes juniors du club et les autres programmes jeunesse poursuivent leurs activités dans des ligues mineures .

## Bilan par saisons
| Saison    | PJ | V  | D  | DP | BP  | BC  | Pts | Classement                    | Séries éliminatoires |
| --------- | -- | -- | -- | -- | --- | --- | --- | ----------------------------- | -------------------- |
| 1998-1999 | 40 | 4  | 33 | 3  | 44  | 249 | 11  | Termine 4e Division Ouest     | Non qualifié         |
| 1999–2000 | 40 | 5  | 34 | 1  | 77  | 219 | 11  | Termine 5e Division Ouest     | Non qualifié         |
| 2000–2001 | 30 | 4  | 18 | 8  | 59  | 120 | 26  | Termine 4e Division Ouest     | Non qualifié         |
| 2001–2002 | 36 | 0  | 35 | 1  | n/D | n/D | 2   | Termine 4e Division Centrale  | Non qualifié         |
| 2002–2003 | 36 | 8  | 28 | 0  | 66  | 224 | 29  | Termine 4e Division Centrale  | Non qualifié         |
| 2003–2004 | 36 | 8  | 28 | 0  | 66  | 224 | 16  | Termine 4e Division Centrale  | Non qualifié         |
| 2004–2005 | 36 | 4  | 28 | 4  | 72  | 189 | 12  | Termine 4e Division Centrale  | Non qualifié         |
| 2005–2006 | 36 | 23 | 8  | 5  | 107 | 74  | 53  | Termine 1re Division Centrale | Perd en demi-finale  |
| 2006–2007 | 20 | 15 | 3  | 2  | 87  | 66  | 64  | Termine 1re                   | Éliminé au 1er tour  |

| Saison    | PJ | V  | D  | DP | BP | BC  | Pts | Classement              | Séries éliminatoires |
| --------- | -- | -- | -- | -- | -- | --- | --- | ----------------------- | -------------------- |
| 2007–2008 | 30 | 12 | 16 | 2  | 69 | 101 | 26  | Termine 3e Division Est | Éliminé au 1er tour  |
| 2008-2009 | 30 | 9  | 19 | 2  | 82 | 127 | 20  | Termine 5e              | Non qualifié         |
| 2009-2010 | 30 | 9  | 20 | 1  | 78 | 115 | 19  | Termine 5e              | Éliminé au 1er tour  |

### Match après match

#### 2007-2008
| Date       | Domicile                 | Score | Extérieur                |
| ---------- | ------------------------ | ----- | ------------------------ |
| 22/09/2007 | Chiefs de Mississauga    | 7–1   | Vaughan                  |
| 23/09/2007 | Thunder de Brampton      | 6–3   | Vaughan                  |
| 06/10/2007 | Vaughan                  | 4-3   | Stars de Montréal        |
| 07/10/2007 | Vaughan                  | 2–3   | Barracudas de Burlington |
| 13/10/2007 | Vaughan                  | 4–3   | Thunder de Brampton      |
| 10/11/2007 | Vaughan                  | 1–5   | Chiefs de Mississauga    |
| 17/11/2007 | Thunder de Brampton      | 2–3   | Vaughan                  |
| 24/11/2007 | Barracudas de Burlington | 5–2   | Vaughan                  |
| 28/11/2007 | Barracudas de Burlington | 9–1   | Vaughan                  |
| 01/12/2007 | Vaughan                  | 1–3   | Barracudas de Burlington |
| 02/12/2007 | Vaughan                  | 4–2   | Phénix du Québec         |
| 08/12/2007 | Vaughan                  | 1–2   | Chiefs de Mississauga    |
| 09/12/2007 | Chiefs de Mississauga    | 6–3   | Vaughan                  |
| 15/12/2007 | Capital Canucks d'Ottawa | 1–3   | Vaughan                  |
| 22/12/2007 | Barracudas de Burlington | 2–3   | Vaughan                  |
| 23/12/2007 | Vaughan                  | 1–7   | Thunder de Brampton      |
| 29/12/2007 | Vaughan                  | 4–2   | Capital Canucks d'Ottawa |
| 08/12/2007 | Vaughan                  | 3–0   | Chiefs de Mississauga    |
| 05/01/2008 | Stars de Montréal        | 0–1   | Vaughan                  |
| 06/01/2008 | Phénix de Québec         | 2–1   | Vaughan                  |
| 08/12/2007 | Vaughan                  | 0–3   | Thunder de Brampton      |
| 13/01/2008 | Chiefs de Mississauga    | 7–1   | Vaughan                  |
| 19/01/2008 | Thunder de Brampton      | 4–1   | Vaughan                  |
| 20/01/2008 | Vaughan                  | 2–4   | Thunder de Brampton      |
| 26/01/2008 | Barracudas de Burlington | 4–5   | Vaughan                  |
| 27/01/2008 | Chiefs de Mississauga    | 2–4   | Vaughan                  |
| 02/02/2008 | Vaughan                  | 3–1   | Barracudas de Burlington |
| 03/01/2008 | Thunder de Brampton      | 1–2   | Vaughan                  |
| 09/02/2009 | Vaughan                  | 2–3   | Barracudas de Burlington |
| 16/02/2008 | Vaughan                  | 2–8   | Chiefs de Mississauga    |

## Joueuses notables des Flames
Jennifer Wakefield, membre de l'équipe nationale du Canada, évolue pendant plusieurs saisons avec le club de 2005 à 2010. Kerry Weiland, membre de l'équipe nationale des États-Unis, joue quant à elle la saison 2007-2008 avec les Flames. Chloé Milano une ancienne joueuse des Lionnes de l'université York (en) du championnat universitaire canadien, est élue sur l'équipe d'étoiles des recrues LCHF lors de la saison 2008-2009.

## références
1. ↑  Le terme « midget » est un terme de hockey désignant une catégorie de jeunes joueurs de hockey. Il s'agit de la catégorie des joueurs plus jeunes que les joueurs juniors soit 15, 16 et 17 ans. Littéralement le terme anglais midget désigne une personne exceptionnellement petite.
2. ↑  (en) Clearnet Lightning Joins NWHL
3. ↑  (en) Collins gem Hockey Facts and Stats 2009-10, page 550, Andrew Podnieks, Harper Collins Publishers Ltd, Toronto, Canada.  (ISBN 978-1-55468-621-6)
4. ↑  (en) Collins gem Hockey Facts and Stats 2009-10, page 551, Andrew Podnieks, Harper Collins Publishers Ltd, Toronto, Canada.  (ISBN 978-1-55468-621-6)
5. ↑  (en) Site officiel du club Vaughan girls hockey association
6. ↑  (en) « Flames de Vaughan », sur Eliteprospects.com
7. ↑  « Standings 2005-2006 »
8. ↑  (en) « Flames de Vaughan », sur Eliteprospects.com
9. ↑  (en) « 2007-08 CWHL Review », sur www.hockeymedia.ca (consulté le 30 novembre 2011), p. 26
10. ↑  (en) Profil de Wakefield
11. ↑  (en) 2007-08 CWHL Review